# Eldoradio
Eldoradio är en svensk musikgrupp inom genren indierock från Trollhättan, som bildades 2010.

## Historia
Eldoradio bildades i Trollhättan 2010, då medlemmarna fortfarande gick i gymnasiet och i början av 2011 spelade de in sin första demo. I slutet av samma år så vann de den lokala musiktävlingen Musikslaget, och vann en studioinspelning. Bandet spelade in sitt debutalbum med producenten György Barocsai på Svenska Grammofonstudion. Skivan 21st Century Explosive Sound släpptes av Comedia Records den 20 april 2016. Singlarna Friend Of Mine och Black & Blue spelades flitigt på bland annat P3.
Efter albumsläppet gjorde bandet ett par konserter i Sverige, en mindre turné i England, samt festivalspelningar i Sverige. Under turnén i England spelade de bland annat på anrika Cavern Club, där The Beatles spelade tidigt i karriären. Efter ett flitigt turnerande under 2016, släpptes singeln China House under 2017.
2018 släpptes singlarna Pipe Dreams, Youth Cult och All We Got Is Time, samt sexspårs-EP:n Cult. Under året gav de bland annat en konsert på Peace & Lovefestivalen i Borlänge.

## Medlemmar
- Thomas Keen - gitarr och sång
- Adam Johansson - gitarr och sång
- Anton Thorstensson - gitarr
- August Johansson - trummor
- Tomas Berglund - bas

Turnerande medlem:
- Jesper Bergquist - synth

## Diskografi

### Album
- 2016 – 21st Century Explosive Sound

### EP
- 2018 – Cult

### Singlar
- 2015 – Black & Blue
- 2015 – Circus
- 2016 – Friend Of Mine
- 2017 – China House
- 2018 – Pipe Dreams
- 2018 – Youth Cult
- 2018 – All We Got Is Time